# Saint-Pierre-du-Val

Saint-Pierre-du-Val este o comună în departamentul Eure, Franța. În 1 ianuarie 2022 avea o populație de 589 de locuitori.